# Wayville
Wayville är en del av en befolkad plats i Australien. Den ligger i regionen Unley och delstaten South Australia, nära delstatshuvudstaden Adelaide. Antalet invånare är 1 734.
Runt Wayville är det ganska tätbefolkat, med 222 invånare per kvadratkilometer.. Närmaste större samhälle är Adelaide, nära Wayville.
I omgivningarna runt Wayville växer huvudsakligen savannskog. Genomsnittlig årsnederbörd är 729 millimeter. Den regnigaste månaden är juni, med i genomsnitt 133 mm nederbörd, och den torraste är december, med 21 mm nederbörd.